# John Pimlott
John Pimlott (Brigg, 1948 — Surrey, 24 de octubre de 1997) fue el Jefe del Departamento de Estudios de Guerra en la Real Academia Militar de Sandhurst y un escritor de libros sobre historia militar. Murió trágicamente el 24 de octubre de 1997 cuando dos granadas recogidas durante una visita a un campo de batalla hicieron explosión en su estudio.

## Primeros años y educación
Estudió en el Colegio Brigg Grammar, en Lincolnshire, y en la Universidad de Leicester, recibiendo su PhD por su tesis sobre la administración del Ejército Británico entre 1783 y 1793.

## Carrera
Se unió al Departamento de Estudios de Guerra en la Real Academia Militar de Sandhurst en 1973, convirtiéndose en Jefe Adjunto del Departamento en 1987 y Jefe de Departamento en enero de 1994. 
Ha publicado tanto artículos académicos como libros sobre historia militar del siglo veinte y especialmente sobre guerra de guerrillas. En particular, editó trabajos ilustrados como War in Peace (Londres: Marshall Cavendish, 1987) y Nam: The Vietnam Experience 1965-75 (Londres: Hamlyn Publishing, 1988), así como volúmenes populares como Vietnam: The History and Tactics (Nueva York: Crescent Books, 1982) y Guerrilla Warfare (Nueva York: Military Press, 1985).